# 兴泰镇
兴泰镇，是中华人民共和国江苏省泰州市姜堰区下辖的一个乡镇级行政单位。

## 行政区划
兴泰镇下辖以下地区：
振兴社区、薛何村、孙楼村、甸址村、三里泽村、沙垛村、尤庄村、西陈庄村和苏庄村。